# Composizioni di Henri Sauguet
Lista delle composizioni di Henri Sauguet (1901-1989), ordinate per data di composizione.
| Anno    | Nome dell'opera | Tipo di opera                                                             | Durata |
| ------- | --- | ------------------------------------------------------------------------- | ------ |
| 1921    | Les animaux el leurs hommes (Éluard) [I. Cheval - II. Vache - III. Oiseau - IV. Chien - V. Chat - VI. Poule - VII. Porc], per voce e pianoforte.                                                      | Musica vocale (pianoforte)                                                | -      |
| 1921    | Musica del film Le Roi de Camargue (André Hugon). | Colonna sonora                                                            | 70'    |
| 1921/25 | Îles (Cocteau), per voce e pianoforte. | Musica vocale (pianoforte)                                                | -      |
| 1922    | Une carte postale: Les Quais de Paris (Raymond Radiguet), per voce e pianoforte. | Musica vocale (pianoforte)                                                | -      |
| 1922    | Plumes (G. Gabory), 3 mélodies per voce e pianoforte. | Musica vocale (pianoforte)                                                | -      |
| 1922    | Fausse alerte (A. Copperie), per voce e pianoforte. | Musica vocale (pianoforte)                                                | -      |
| 1923    | Sonata per flauto e pianoforte. | Musica strumentale (duo)                                                  | -      |
| 1923    | Trois Françaises, per pianoforte. | Musica per strumento solo (pianoforte)                                    | 6'     |
| 1923    | Halte (Raymond Radiguet), per voce e pianoforte. | Musica vocale (pianoforte)                                                | -      |
| 1923    | Sonatine, per flauto (o violín) e pianoforte. | Musica strumentale (duo)                                                  | -      |
| 1923/24 | Danse des Matelots, per orchestra. | Musica orchestrale                                                        | 2'30'' |
| 1924    | Les roses (adattato da O. Métra: «La valse»), balletto [perdida]. | Musica di scena (balletto)                                                | -      |
| 1924    | Le Plumet du colonel. Opera buffa in 1 atto. Libretto de H. Sauguet. | Musica di scena (ópera)                                                   | 60'    |
| 1924    | Musica del film Entr'acte (René Clair). | Colonna sonora                                                            | 22'    |
| 1925    | Viñes aux mains de fée, per 2 pianoforti (con la collaborazione di Jacob). | Musica per strumento solo (2 pianoforti)                                  | -      |
| 1925    | Trois Nouvelles Françaises, per pianoforte. | Musica per strumento solo (pianoforte)                                    | 9'     |
| 1925    | Cirque. Cinq poèmes de Adrien Copperie [I. Haute école - II. Petite écuyère - III. Ecuyère voltige - IV. Gymnaste aérien - V. Cloune étoilé]                                                          | Musica vocale (pianoforte)                                                | -      |
| 1925/26 | Sonate in ré majeur, per pianoforte. | Musica per strumento solo (pianoforte)                                    | 12'    |
| 1927    | Six Sonnets de Louise Labé [I. Chasse - II. A Vénus - III. Songe - IV. Amour - V. Printemps - VI. Tant que mes yeux], per soprano et pianoforte                                                       | Musica vocale (pianoforte)                                                | 10'    |
| 1927    | La Chatte (B.A. Kochno), (balletto). | Musica di scena (balletto)                                                | 22'    |
| 1927    | Hymne final (estratta dal balletto «La Chatte»), per pianoforte. | Musica per strumento solo (pianoforte)                                    | -      |
| 1927    | Invocation à Aphrodite (estratta dal balletto «La Chatte»), per pianoforte. | Musica per strumento solo (pianoforte)                                    | -      |
| 1927/36 | La Chartreuse de Parme (basata su Stendhal) (ópera). | Musica di scena (ópera)                                                   | -      |
| 1927/41 | quartetto de cuerda nº 1. | Musica da camera (quartetto)                                              | -      |
| 1928    | Quatre Poèmes de Schiller [I. Le Souvenir - II. Le Pélerin - III. L'Apparition - IV. Les Guides dalla vie], mélodies per voce e pianoforte.                                                           | Musica vocale (pianoforte)                                                | -      |
| 1928    | David. balletto in un atto de André Doderet. | Musica di scena (balletto) al Palais Garnier di Parigi con Ida Rubinstein | 40'    |
| 1929    | Feuillets d'album, per pianoforte. | Musica per strumento solo (pianoforte)                                    | -      |
| 1929    | La Nuit. balletto-sketch in un atto di Boris Kochno (riduzione per pianoforte). | Musica di scena (balletto)                                                | 12'    |
| 1929    | Présence (René Laporte), per voce e pianoforte. | Musica vocale (pianoforte)                                                | -      |
| 1929    | Romance in ut, per pianoforte. | Musica per strumento solo (pianoforte)                                    | 2'45'' |
| 1929    | Amour et Sommeil (Swinburne), per voce e pianoforte. | Musica vocale (pianoforte)                                                | -      |
| 1929    | Près du Bal. Divertissement dansé, per flauto, clarinetto, fagotto, violíno e pianoforte. | Musica strumentale                                                        | 15'    |
| 1929    | Deux Poémes de Shakespeare, melodie per voce e pianoforte. | Musica vocale (pianoforte)                                                | -      |
| 1930    | Chant nuptial, per organo. | Musica per strumento solo (organo)                                        | -      |
| 1930    | La Contrebasse. Opéra-bouffe in 7 quadri da Čechov de H. Troyat. | Musica di scena (ópera)                                                   | 45'    |
| 1930    | Deux mélodies romantiques sur la rose (T. Gautier, A. de Lamartine), per voce e pianoforte. | Musica vocale (pianoforte)                                                | -      |
| 1931    | Divertissement de Chambre, per flauto, clarinetto, viola, violoncello e pianoforte. | Musica da camera                                                          | -      |
| 1931    | Polymètres (Jean-Paul), per voce e pianoforte.o | Musica vocale (pianoforte)                                                | -      |
| 1932    | La Voyante, cantata per voce femminile e 10 strumenti. | Musica vocale (cantata)                                                   | -      |
| 1932    | Herbst (Rilke), per voce e pianoforte. | Musica vocale (pianoforte)                                                | -      |
| 1932    | Les ondines (Heine trad. Nerval), per voce e pianoforte. | Musica vocale (pianoforte)                                                | -      |
| 1932    | Les Jeux de l'amour et du hasard [Préambule - Poème - Jeu - Nocturne - Sérénade], per due pianoforti.                                                                                                 | Musica per strumento solo (2 pianoforti)                                  | -      |
| 1932    | Enigme (H. Heine), per soprano e orchestra. | Musica vocale (orchestra)                                                 | -      |
| 1933    | [5] Poèmes de Hölderlin (trad. P.J. Jouve, B. Wendel), per voce e pianoforte. | Musica vocale (pianoforte)                                                | -      |
| 1933    | Fastes (A. Derain), balletto. | Musica di scena (balletto)                                                | -      |
| 1933    | Musica del filmL'Epervier (Marcel L'Herbier). | Colonna sonora                                                            | 106'   |
| 1933    | Chansons de marins (J. Cocteau), per voce e pianoforte. | Musica vocale (pianoforte)                                                | -      |
| 1933/34 | Piéces poétiques pour enfants, 2 sets [I. Visite à Schumann - II. Le chasseur perdu - III. Les Cyclistes - IV. Le juif errant passe - V. Les pompiers - VI. Le chanteur des rues].                    | Musica per strumento solo (pianoforte)                                    | -      |
| 1934    | Concerto per pianoforte e orchestra nº 1.. | Musica orchestrale (concerto)                                             | -      |
| 1934    | Petite Messe Pastorale, per coro femminile o di voci bianche e organo. | Musica corale (organo)                                                    | -      |
| 1934    | Aria d'Eduardo Poeta (testo di Edward James), per voce e pianoforte. | Musica vocale (pianoforte)                                                | -      |
| 1935    | Suite, per clarinetto e pianoforte. | Musica strumentale (duo)                                                  | -      |
| 1936    | Barcarolle, per Bassoon/violoncello, hp/pianoforte. | Musica strumentale (duo)                                                  | -      |
| 1937    | Deux poèmes (R. Tagore, trad. A. Gide), mélodies per voce e pianoforte. | Musica vocale (pianoforte)                                                | -      |
| 1937    | Nuit coloniale sur les bords dalla Seine, extrait du recueil collectif A l'Exposition, per pianoforte.                                                                                                | Musica per strumento solo (pianoforte)                                    | 3'10'' |
| 1938    | Les Ombres du jardin (J. Weterings), cantata, per soprano, tenore, barítono, basso, coro femminile a quattro voci e vientos.                                                                          | Musica vocale (cantata)                                                   | -      |
| 1938    | Six Mélodies sur de poémes symbolistes [I. Renouveau - II. Tristesse d'été - III. Crépuscule de mi juillet, huit heures - IV. Clair de lune de Novembre - V. Le chat I - VI. Le chat II], mélodies    | Musica vocale (pianoforte)                                                | -      |
| 1939    | Trois duos (Comtesse Murat), per soprano, tenore e pianoforte. | Musica vocale (pianoforte)                                                | -      |
| 1940    | Les bonnes occasions (G. Courteline), per soprano/A, tenore e pianoforte | Musica vocale (pianoforte)                                                | -      |
| 1940    | Virgo selutaris, per violíno e organo. | Musica strumentale (duo)                                                  | -      |
| 1940    | Cantique à St Vincent, per coro a 3 voci e organo. | Musica corale (organo)                                                    | -      |
| 1940    | Pastorale de septembre, per pianoforte. | Musica per strumento solo (pianoforte)                                    | -      |
| 1941    | Musica del filmPéchés de jeunesse (Maurice Tourneur). | Colonna sonora                                                            | 95'    |
| 1941    | La cigale et la fourmi (J. Chernais adattato da J. De LanFotaine), balletto. | Musica di scena (balletto)                                                | -      |
| 1941    | Cartes postales, balletto. | Musica di scena (balletto)                                                | -      |
| 1941    | Cinq images pour St Louis, per flauto, oboe, hpd. | Musica strumentale (trío)                                                 | -      |
| 1942    | Neiges. [6] Six poèmes d'Antoinette d'Harcourt [I. Au bord dalla cheminée - II. Sommeil - III. Fenêtre ouverte le soir - IV. Dormeur suspendu - V. Invasion - VI. Les Gens distraits qui rient]       | Musica vocale (pianoforte)                                                | -      |
| 1942    | La gageure imprévue (opera comique, P Bertin, adattato da M.J. Sedaine) (Opéra Comique, Sala Favart, París, 1942).                                                                                    | Musica di scena (ópera)                                                   | -      |
| 1942    | Madrigal (J. Aubry), per soprano, flauto, trío d'archi e arpa. | Musica vocale (strumenti)                                                 | -      |
| 1942    | Six interludes, per organo, gui, tambourine. | Musica strumentale (trío)                                                 | -      |
| 1942    | Musica del filmLe Tonnelier (Georges Rouquier). | Colonna sonora                                                            | 23'    |
| 1942/43 | Musica del filmL'Honorable Catherine (Marcel L'Herbier). | Colonna sonora                                                            | 100'   |
| 1943    | Trois mélodies (A. Guichard) | Musica vocale (pianoforte)                                                | -      |
| 1943    | Les Mirages. Féérie chorégraphique in due quadri de A.-M. Cassandre e Serge Lifar. | Musica di scena (balletto)                                                | 35'    |
| 1943    | Force et faiblesse (poema in sette miniature de Paul Éluard), per voce e pianoforte. | Musica vocale (pianoforte)                                                | -      |
| 1943    | Beauté, retirez-vous (G. Couturier), per soprano, flauto, viola, violoncello, hp/hpd. | Musica vocale (strumenti)                                                 | -      |
| 1943    | Musica del filmPremier de cordée (Daquin). | Colonna sonora                                                            | 106'   |
| 1943    | Ma belle forêt (G. Pajot), per coro. | Musica corale (a cappella)                                                | -      |
| 1943    | Fumée légère (H.D. Thoreau), per voce e pianoforte. | Musica vocale (pianoforte)                                                | -      |
| 1943    | Salutation angélique, per voce e organo. | Musica vocale (organo)                                                    | -      |
| 1943    | Je vous salue, Marie, Soprano e organo. | Musica vocale (organo)                                                    | -      |
| 1944    | Bêtes et méchants (Paul Éluard), per voce e pianoforte. | Musica vocale (pianoforte)                                                | -      |
| 1944    | Image à Paul et Virginie, balletto. | Musica di scena (balletto)                                                | -      |
| 1944    | Symphonie dalla montagne (Premier de cordée), per orchestra. | Musica orchestrale                                                        | -      |
| 1944/45 | La Chèvrefeuille, suite de mélodies sur des poèmes de Georges Hugnet, per voce e pianoforte. | Musica vocale (pianoforte)                                                | -      |
| 1945    | La Ceinture (Paul Valéry), per voce e pianoforte. | Musica vocale (pianoforte)                                                | -      |
| 1945    | Le Bois amical (Paul Valéry), per voce e pianoforte. | Musica vocale (pianoforte)                                                | -      |
| 1945    | Eaux-douces (G. Beaumont), per voce e pianoforte. | Musica vocale (pianoforte)                                                | -      |
| 1945    | Les Forains. balletto in un atto di Boris Kochno. | Musica di scena (balletto)                                                | 25'    |
| 1945    | Chant funèbre des nouveaux héros (Pierre Seghers), per voce e pianoforte. | Musica vocale (pianoforte)                                                | -      |
| 1945    | Sinfonía nº 1, Expiatoire. in quattro movimenti, «À la mémoire des victimes innocentes dalla guerre».                                                                                                 | Musica orchestrale (sinfonía)                                             | 45'    |
| 1946    | Musica del filmFarrebique ou les quatre saison (Marcel L'Herbier). | Colonna sonora                                                            | 90'    |
| 1946    | Trío, per oboe, cl, bn. | Musica strumentale (trío)                                                 | -      |
| 1946    | Bergerie (L. Chabrillac), per voce e pianoforte. | Musica vocale (pianoforte)                                                | -      |
| 1946    | Six poèmes (A. de Richaud), mélodies per voce e pianoforte. | Musica vocale (pianoforte)                                                | -      |
| 1947    | Musica del filmLes amoureux sont seuls au monde (Henri Decoin). | Colonna sonora                                                            | 105'   |
| 1947    | Trois mélodies lyriques (J. Fernandez, S. Mallarmé, anon.) | Musica vocale (pianoforte)                                                | -      |
| 1947/48 | Concerto per pianoforte e orchestra nº 2 (Rêverie concertante) [dalla partitura del film Les amoureux sont seuls au monde].                                                                           | Musica orchestrale (concerto)                                             | -      |
| 1947/48 | Musica del filmClochemerle (Chenal). | Colonna sonora                                                            | 90'    |
| 1948    | Le châlet tyrolien (R. Chalupt), per voce e pianoforte. | Musica vocale (pianoforte)                                                | -      |
| 1948    | quartetto de cuerda nº 2. | Musica da camera (quartetto)                                              | -      |
| 1948    | Stèle symphonique, per orchestra. | Musica orchestrale                                                        | -      |
| 1948    | La rencontre (ou Odipe et le Sphinx) (Kochno), balletto. | Musica di scena (balletto)                                                | -      |
| 1948    | Les Pénitents in maillot rose (Max Jacob) [I. · une sainte le jour de sa fête - II. 2. Jardin mystérieux - III. Marine à Roscoff - IV. La ville - V. Ports de l'enfer]                                | Musica vocale (pianoforte)                                                | -      |
| 1948    | Visions infernales [I. Voyage - II. Voisinage - III. Que penser de mon salut - IV. Régates mystérieuses - V: Le petit paysan- VI. Exhortation], per basso e pianoforte adattato da testi di Max Jacob | Musica vocale (pianoforte)                                                | -      |
| 1949    | Musica del filmEntre onze heures et minuit (Henri Decoin). | Colonna sonora                                                            | 102'   |
| 1949    | Sinfonía nº 2, Alegórique (Les saisons), per soprano, coro, coro di voci bianche e orchestra. | Musica orchestrale (sinfonía)                                             | -      |
| 1949    | Les quatre saisons, per coro di voci bianche [dalla Sinfonía nº 2]. | Musica corale                                                             | -      |
| 1949    | Bocages, per 10 strumenti. | Musica strumentale                                                        | -      |
| 1949    | Mouvements du Coeur (L. de Vilmorín) per barítono e pianoforte. | Musica vocale (pianoforte)                                                | -      |
| 1949    | Plainte, musical saw, l mina sonora e pianoforte. | Musica strumentale (duo)                                                  | -      |
| 1949    | Valse brève, per 2 pianoforti. | Musica per strumento solo (2 pianoforti)                                  | -      |
| 1949    | Musica per l'opera teatrale Les Fourberies de Scapin (Paul Claudel). | Musica di scena (teatral)                                                 | -      |
| 1950    | Espieglèrie, per pianoforte. | Musica per strumento solo (pianoforte)                                    | -      |
| 1950    | Musica del filmJulie de Carneilhan (Jacques Manuel). | Colonna sonora                                                            | 95'    |
| 1950    | Tableaux de Paris, suite sinfonica. | Musica orchestrale                                                        | -      |
| 1951    | La cornette (R.M. Rilke), per basso/barítono e orchestra. | Musica vocale (orchestra)                                                 | -      |
| 1951    | Les saisons, balletto. | Musica di scena (balletto)                                                | -      |
| 1951    | Música del documentario Ce siècle a cinquante ans (Denise Dual, Werner Malbran). | Musica di scena(documentario)                                             | -      |
| 1951    | Le Cornette. Chanson d'amour et de mort (R. M. Rilke), cantata. | Musica vocale (cantata)                                                   | -      |
| 1951    | Airs à manger pour des assiettes dalla maison Cristofle. | Musica di scena                                                           | -      |
| 1951    | Vapour Lente valse d'amour inquiet, per pianoforte. | Musica per strumento solo (pianoforte)                                    | -      |
| 1951    | Pas de deux classique, balletto [perdida]. | Musica di scena (balletto)                                                | -      |
| 1952    | Variation (6º movimento dall'opera collettiva «La Guirlande de Campra»). | Musica orchestrale                                                        | -      |
| 1952    | Le cardinal aux chats (Sauguet), balletto. | Musica di scena (balletto)                                                | -      |
| 1952    | Trésor et magie, balletto [perdida]. | Musica di scena (balletto)                                                | -      |
| 1952    | Cordelia (Sauguet), balletto. | Musica di scena (balletto)                                                | -      |
| 1953    | Concerto d'Orphée, per violino e orchestra. | Musica orchestrale (concierto)                                            | -      |
| 1953    | Cinq mars (A. Salmon), per voce e pianoforte. | Musica vocale (pianoforte)                                                | -      |
| 1953    | Mouton-blanc (Princesse Bibesco), per coro a cappella. | Musica corale (a cappella)                                                | -      |
| 1954    | Les caprices de Marianne (basata sull'opera di A. de Musset) (ópera). | Musica di scena (ópera)                                                   | -      |
| 1954    | Sur une page d'album (H. de Balzac), v, pianoforte/hp | Musica vocale (pianoforte)                                                | -      |
| 1954    | Deux Poèmes (René Laporte) [I. L'Armoire de campagne - II. La Chambre de juin], per voce e pianoforte.                                                                                                | Musica vocale (pianoforte)                                                | -      |
| 1954    | L'armoire de campagne (René Laporte), per voce e pianoforte. | Musica vocale (pianoforte)                                                | -      |
| 1954    | Requiem aeternam, libera me, Pie Jesu, Allelulia, per coro a quattro voci e organo [dalla pellicola «Tu es Petrus»].                                                                                  | Musica corale (organo)                                                    | -      |
| 1954    | Les Trois Lys. Mouvement symphonique. | Musica orchestrale                                                        | 8'     |
| 1954    | La chambre de juin (René Laporte), per voce e pianoforte. | Musica vocale (pianoforte)                                                | -      |
| 1955    | Musica del filmEl amor de Don Juan (John Berry). | Colonna sonora                                                            | 93'    |
| 1955    | Sinfonía nº 3 dite «I.N.R.». | Musica orchestrale (sinfonía)                                             | 25'    |
| 1955    | Six pièces in un acte de Jean Tardieu, musica concreta. | Musica elettroacustica                                                    | -      |
| 1955    | Le Chemin des forains (Jean Dréjac), per voce e pianoforte. | Musica vocale (pianoforte)                                                | -      |
| 1956    | Le temps du verbe, musica concreta. | Musica elettroacustica                                                    | -      |
| 1956    | Image (Carême), per voce e pianoforte. | Musica vocale (pianoforte)                                                | -      |
| 1956    | Valse des si pour les parfums Schiaparelli. | Musica di scena                                                           | -      |
| 1956    | Variation in Forme de Berceuse (tratta dall'opera collettiva «Variation sur le Nom de Marguerite Long»).                                                                                              | Musica orchestrale                                                        | -      |
| 1956    | Sonate, violoncello e pianoforte. | Musica strumentale (duo)                                                  | -      |
| 1956    | Tombeau d'un berger (L. Jacques), per 2 barítoni e 2 bassi [perdida]. | Musica vocale (a cappella)                                                | -      |
| 1956    | Musica del filmLorsque l'enfant paraît (Michel Boisrond). | Colonna sonora                                                            | 85'    |
| 1956    | Le Caméléopard (A. Vigot, adattato da E.A. Poe), balletto. | Musica di scena (balletto)                                                | -      |
| 1956    | Sonate pour violoncelle seul. | Musica per strumento solo (violoncello)                                   | -      |
| 1956    | Le manègeà, per pianoforte. | Musica per strumento solo (pianoforte)                                    | -      |
| 1957    | Pie Jesu Domine, per coro e organo. | Musica corale (organo)                                                    | -      |
| 1957    | 1er aspect sentimental, musica concreta. | Musica elettroacustica                                                    | -      |
| 1957    | Une Voix sans personne (per una obra de Jean Tardieu). | Musica elettroacustica                                                    | -      |
| 1957    | Le chant de l'oiseau qui n'existe pas, per flauto. | Musica per strumento solo (flauto)                                        | -      |
| 1957    | Musica del filmLes Oeufs de l'autruche (Denys dalla Patellière). | Colonna sonora                                                            | 82'    |
| 1957/58 | Les cinq étages (R. Liechtenhan, W. Orlikowsky P.J. De Béranger), balletto. | Musica di scena (balletto)                                                | -      |
| 1957/59 | La Dame aux Camélias (T. Gsovsky, adattato da A. Dumas), balletto (rev. 1960). | Musica di scena (balletto)                                                | -      |
| 1958    | Le jardin secret (R Faure), per voce e pianoforte. | Musica vocale (pianoforte)                                                | -      |
| 1958    | Mon bien (G.E. Clancier), melodie per voce e pianoforte. | Musica vocale (pianoforte)                                                | -      |
| 1958    | La Solitude (Sauguet, R. Cluzel), balletto. | Musica di scena (balletto)                                                | -      |
| 1958    | Soliloque, per chitarra. | Musica per strumento solo (chitarra)                                      | -      |
| 1958    | Aspects sentimentaux (sous un parapluie) (musica concreta per l'inaugurazione del Pabellón Philips).                                                                                                  | Musica elettroacustica                                                    | 7'     |
| 1958    | Deux poèmes (R. Gaillard), melodie per voce e pianoforte. | Musica vocale (pianoforte)                                                | -      |
| 1959    | Trois Elégies (Marceline Desbordes-Valmore) [I. Souvenir - II. Adieu, tout - III. La Dernière fleur], per voce e pianoforte.                                                                          | Musica vocale (pianoforte)                                                | -      |
| 1960    | L'as de coeur (C. Aveline), balletto. | Musica di scena (balletto)                                                | -      |
| 1960    | Musica del filmTu es Pierre (Philippe Agostini). | Colonna sonora                                                            | 88'    |
| 1960    | Harmonies du soir, per pianoforte. | Musica per strumento solo (pianoforte)                                    | -      |
| 1960    | Plus loin que la Nuit et le Jour (L. Emité), cantata-balletto per tenore e coro a cappella. | Musica di scena (balletto)                                                | 20'    |
| 1960    | L'oiseau a vu tout cela (J. Cayrol), cantata per barítono e archi. | Musica vocale (cantata)                                                   | -      |
| 1960    | Ballade, per cello e pianoforte. | Musica strumentale (duo)                                                  | -      |
| 1961    | Vie des Campagnes (J. Follain), per voce e pianoforte. | Musica vocale (pianoforte)                                                | -      |
| 1961    | Morceau facile, extrait dalla Petite Méthode de pianoforte de Marguerite Long, per pianoforte. | Musica per strumento solo (pianoforte)                                    | -      |
| 1961/63 | Concerto per pianoforte nº 3. Concert des Mondes souterrains. | Musica orchestrale (concerto)                                             | 30'    |
| 1962    | Le rêve d'Isa, composition métaphonique, 1962 [per la pellícola «Les Amants de Teruel»], musica concreta.                                                                                             | Musica elettroacustica                                                    | -      |
| 1962    | Musica del filmLes Amants de Teruel (Raymond Rouleau). | Colonna sonora                                                            | 90'    |
| 1962    | Prière nuptiale, organo/hmn. | Musica per strumento solo (organo)                                        | -      |
| 1962    | Air doux pour rêver d'hier, extrait dalla Petite Méthode de pianoforte de Marguerite Long, per pianoforte.                                                                                            | Musica per strumento solo (pianoforte)                                    | -      |
| 1963    | Golden Suite, per quintetto di ottoni (corno, 2 trombe, trombone e tuba). | Musica strumentale                                                        | -      |
| 1963    | Celui qui dort (Éluard), per voce e pianoforte. | Musica vocale (pianoforte)                                                | -      |
| 1963    | Mélodie Concertante, per violoncello e orchestra. | Musica orchestrale (concertante)                                          | -      |
| 1964    | La chanson du soir, per pianoforte. | Musica per strumento solo (pianoforte)                                    | -      |
| 1964    | Deux mouvements d'archets à la memoire de Paul Gilson. | Musica orchestrale (cámara)                                               | -      |
| 1964    | Oraison nuptiale, per archi. | Musica strumentale                                                        | -      |
| 1964    | Cantilène, per oboe. | Musica per strumento solo (oboe)                                          | -      |
| 1964    | Hommage à Grevin, per 8 strumenti. | Musica strumentale                                                        | -      |
| 1964    | Sonatine bucolique, per sassofono alto e pianoforte. | Musica strumentale (duo)                                                  | -      |
| 1964    | Pâris. balletto di Boris Kochno. | Musica di scena (balletto)                                                | 40'    |
| 1965    | Le prince et le mendiant (balletto-pantomima, Kochno), balletto. | Musica di scena (balletto)                                                | -      |
| 1965    | À Jean Voilier, per pianoforte. | Musica per strumento solo (pianoforte)                                    | -      |
| 1965    | Toast porté par Henri Sauguet à Henry Baraud, per coro maschile. | Musica corale (a cappella)                                                | -      |
| 1965    | L'espace du dedans (3 brani de Henri Michaux), [I. Repos dans le malheur - II. La Jeune Fille de Budapest - III. Dans la nuit], per barítono e pianoforte                                             | Musica vocale (pianoforte)                                                | -      |
| 1965    | Ecce homo, per coro. | Musica corale (a cappella)                                                | -      |
| 1965    | Cinq chansons (Emié), 4vv. | Musica vocale (a cappella)                                                | -      |
| 1965/66 | Le bestiaire du petit Noë, 10 Easy Pieces, per pianoforte. | Musica per strumento solo (pianoforte)                                    | -      |
| 1966    | Symphonie des marches. | Musica orchestrale (sinfonía)                                             | -      |
| 1966    | Musica del documentario Lumière (Marc Allégret - Auguste Lumière). | Musica di scena(documentario)                                             | 101'   |
| 1966    | Le souvenir.. déjà (J. Gacon), per 2 voci e pianoforte. | Musica vocale (pianoforte)                                                | -      |
| 1966    | Prière dans le soir (E. Pépin), per voce e pianoforte. | Musica vocale (pianoforte)                                                | -      |
| 1966    | Max Jacob de lenimper, ob, eng hn, cl, bn. | Musica strumentale (quartetto)                                            | -      |
| 1967    | Comme à la lumière dalla Lune (Marcel Proust), per voce e pianoforte. | Musica vocale (pianoforte)                                                | -      |
| 1967    | Suite Royale, per pianoforte. | Musica per strumento solo (clavecín)                                      | -      |
| 1967    | Chant pour une ville meurtrie (M.A. Monfet), oratorio per barítono, coro misto e orchestra. | Musica corale (orchestra)                                                 | -      |
| 1967/74 | Le pain d'autrui (E. Kinds, adattato da I.S. Turgenev). | Musica di scena (ópera)                                                   | -      |
| 1968    | Poèmes à l'autre moi (A.Birot), melodie per voce e pianoforte. | Musica vocale (pianoforte)                                                | -      |
| 1968    | Musica per il film Tv La Boniface (Pierre Cardinal). | Musica di scena(TV)                                                       | -      |
| 1968    | Musica del filmLes Compagnons de Baal (Pierre Prévert). | Colonna sonora                                                            | -      |
| 1969    | Six fanfares, 2 tpt, 4 trbn. | Musica strumentale                                                        | -      |
| 1969    | Trois chants d'ombre (H. Jacqueton), per barítono e pianoforte | Musica vocale (pianoforte)                                                | -      |
| 1969/70 | Trois innocentines (René de Obaldia) [I. Le Secret - II. Moi, j'irai dans la Lune - III. Les Jumeaux dalla Nuit, per voce e pianoforte.                                                               | Musica vocale (pianoforte)                                                | -      |
| 1970    | Trois préludes, per chitarra. | Musica per strumento solo (chitarra)                                      | -      |
| 1970    | Garden Concerto, per armónica e orchestra. | Musica orchestrale (concertante)                                          | -      |
| 1970    | Les jours se suivent (J. Baron), per barítono e pianoforte. | Musica vocale (pianoforte)                                                | -      |
| 1971    | Sinfonía nº 4, Symphonie du Troisième âge. | Musica orchestrale (sinfonía)                                             | -      |
| 1971    | Sonatine aux Bois, per oboe e pianoforte. | Musica strumentale (duo)                                                  | -      |
| 1971    | [3] Chants de contemplation, per viola, basso e 4 flautas de pico. | Musica vocale (strumenti)                                                 | -      |
| 1971    | Un Soir à Saint-Emilion. Romance per fagotto e pianoforte. | Musica strumentale (duo)                                                  | 3'45'' |
| 1971    | Trois Chants de Contemplation sur des Sentences de Lao Tseu, v, pianoforte [also version per rec/brass/wind qt]                                                                                       | Musica vocale (pianoforte)                                                | -      |
| 1972    | Musica dalla serie de TV Les Thibault (6 episodes) (Alain Boudet - André Michel). | Musica di scena(TV)                                                       | 90'    |
| 1972    | Cantate sylvestre (L. Dénoues), per voce e pianoforte. | Musica vocale (pianoforte)                                                | -      |
| 1972    | Trois pièces, per viola. | Musica per strumento solo (viola)                                         | -      |
| 1972    | Sonatine in 2 chants, per clarinetto e pianoforte. | Musica strumentale (duo)                                                  | -      |
| 1973    | Bonjour Hèlène, Bonsoir Héléne, per pianoforte. | Musica per strumento solo (pianoforte)                                    | -      |
| 1973    | Musica per il film Tv Barbarina ou L'oiselet vert (Claude Deflandre). | Colonna sonora                                                            | -      |
| 1973    | Je sais qu'il existe (Carême), per barítono e pianoforte. | Musica vocale (pianoforte)                                                | -      |
| 1973    | Musique pour Claudel I, II, per chitarra. | Musica per strumento solo (chitarra)                                      | -      |
| 1973    | Petite valse du grand échiquier, per pianoforte/ens. | Musica per strumento solo (pianoforte)                                    | -      |
| 1973    | Choral varié, per acordeón. | Musica per strumento solo (acordeón)                                      | -      |
| 1974    | Élègie pour Alain, per pianoforte. | Musica per strumento solo (pianoforte)                                    | -      |
| 1974    | Berceuse-valse, per pianoforte. | Musica per strumento solo (pianoforte)                                    | -      |
| 1974    | Porte-bonheur (F. Ducaud- Bourget), per voce e flauto. | Musica vocale (strumenti)                                                 | -      |
| 1974    | Une valse pour Jeanne, per pianoforte. | Musica per strumento solo (pianoforte)                                    | -      |
| 1974    | Hommage à Dmitri Chostakovich, per pianoforte. | Musica per strumento solo (pianoforte)                                    | -      |
| 1975    | Pour regarder Watteau, per pianoforte. | Musica per strumento solo (clavecín)                                      | -      |
| 1975    | Trio per oboe, clarinetto e bassoon. | Musica strumentale (trío)                                                 | 18'    |
| 1975    | [6] Pièces Faciles, per chitarra. | Musica per strumento solo (chitarra)                                      | 6'30'' |
| 1975    | Sonatine in deux chants et un intermède, per clarinetto e pianoforte. | Musica strumentale (duo)                                                  | -      |
| 1976    | Alentours saxophoniques. Suite in 4 parti per sassofono alto, orchestra di fiati e pianoforte. | Musica orchestrale (concertante)                                          | -      |
| 1976    | Chant du feu (Léopold Sedar-Senghor), per tenore e pianoforte. | Musica vocale (pianoforte)                                                | -      |
| 1976    | Oraisons, per organo e quattro saxofones. | Musica strumentale                                                        | -      |
| 1976    | Love poem (William Cliff), per voce e pianoforte. | Musica vocale (pianoforte)                                                | -      |
| 1976    | Musica per il film Tv La Folle de Chaillot (Gérard Vergez). | Colonna sonora                                                            | -      |
| 1976    | Elisabeth de Belgique, la reine aux cheveux d'or (M. Carême), per soprano e 6 strumenti. | Musica vocale (strumenti)                                                 | -      |
| 1976    | Le jardin de Mamy, per pianoforte. | Musica per strumento solo (pianoforte)                                    | -      |
| 1978    | Sept Chansons de l'alchimiste (Raphaël Cluzel), per voce e pianoforte. | Musica vocale (pianoforte)                                                | -      |
| 1978    | Boule de suif (comédie musicale, A. Husson e J. Meyer, adattato da G. De Maupassant) (Lyons, Célestins, dic. 1978).                                                                                   | Musica di scena (ópera)                                                   | -      |
| 1978    | Sonatine in chants et un intermède, per clarinetto e pianoforte. | Musica strumentale (duo)                                                  | -      |
| 1979    | Pour Nicolas (M. Alix), per voce e pianoforte. | Musica vocale (pianoforte)                                                | -      |
| 1979    | Reflets sur feuilles, per arpa, pianoforte, percussioni e orchestra [adattato da Debussy: Feuilles mortes].                                                                                           | Musica orchestrale (concertante)                                          | -      |
| 1979    | quartetto de cuerda nº 3. | Musica da camera (quartetto)                                              | -      |
| 1979    | Non morietur in aeternum, à la memoire de André Jolivet, per tromba e organo. | Musica strumentale (duo)                                                  | 4'50'' |
| 1979    | Concert à Trois pour Fronsac, per flauto, sassofono alto, arpa (o pianoforte o pianoforte). | Musica orchestrale (concierto)                                            | -      |
| 1980    | Tistou, les-pouces-verts (children's op, J.-L. Tardieu, adattato da M. Druon) (Paris, Jardin d'Acclimatation, 1981).                                                                                  | Musica di scena (ópera)                                                   | -      |
| 1981    | Imploration (René Boulanger), per voce e pianoforte. | Musica vocale (pianoforte)                                                | -      |
| 1981    | Sonate crépusculaire, per violín e pianoforte. | Musica strumentale (duo)                                                  | -      |
| 1981    | J'habite le Silence (M. Manoll), per voce e oboe. | Musica vocale (oboe)                                                      | -      |
| 1981    | Oiseaupoème, per voce e flauto. | Musica vocale (strumenti)                                                 | -      |
| 1982    | Portrait-Souvenir de Virgil Thomson, per pianoforte. | Musica per strumento solo (pianoforte)                                    | -      |
| 1982    | Trois lieder de Jean Tardieu | Musica vocale (pianoforte)                                                | -      |
| 1982    | Par-delà les étoiles (J.L. Wallas), per soprano, tenore, coro, organo, hp, ondes Martenot, cel, glock.                                                                                                | Musica vocale (strumenti)                                                 | -      |
| 1982    | Quelques trilles pour les treilles, per flauto. | Musica per strumento solo (flauto)                                        | -      |
| 1983    | Le souvenir de Déodat, per pianoforte. | Musica per strumento solo (pianoforte)                                    | -      |
| 1983    | Méditation, quartetto d'archi. | Musica da camera (quartetto)                                              | -      |
| 1983    | Messe jubilatore, per tenore, basso e quintetto d'archi. | Musica vocale (strumenti)                                                 | -      |
| 1984    | Une fleur, per sassofono e pianoforte. | Musica strumentale (duo)                                                  | -      |
| 1984    | Un duo, per flauto e pianoforte. | Musica strumentale (duo)                                                  | -      |
| 1984/85 | Sonata d' Eglise, per organo e quintetto d'archi. | Musica strumentale                                                        | -      |
| 1985    | Introductions aux Méditations religieuses de Max Jacob, per pianoforte. | Musica per strumento solo (pianoforte)                                    | -      |
| 1985    | Cadence, per chitarra. | Musica per strumento solo (chitarra)                                      | -      |
| 1985    | Valse anachronique, pour évoquer Jean Giraudoux dansant sous le préau du Lycée de Châteauroux, per pianoforte.                                                                                        | Musica per strumento solo (pianoforte)                                    | -      |
| 1985    | Révérence à J.S. Bach, per chitarra e violoncello. | Musica strumentale (duo)                                                  | -      |
| 1986    | Ombres sur Venise, per pianoforte. | Musica per strumento solo (pianoforte)                                    | -      |
| 1986    | 90 notes, per flauto. | Musica per strumento solo (flauto)                                        | -      |
| 1986    | Musique pour Cendrars (testo di Raphael Cluzel, adattato da B. Cendrars), per barítono e viola. | Musica vocale (viola)                                                     | -      |
| 1986    | Septembre, per orchestra. | Musica orchestrale                                                        | -      |
| 1987    | Dans la maison de paix (Raphaël Cluzel), per voce e pianoforte. | Musica vocale (pianoforte)                                                | -      |
| 1987    | Quatrains de Francis Jammes, per pianoforte. | Musica vocale (pianoforte)                                                | -      |